# The Space Kidettes
Os Brasinhas do Espaço (em inglês:  The Space Kidettes) é um desenho produzido pela Hanna-Barbera. Estreou em 1966 e passava junto com O Jovem Sansão.
É a história de quatro crianças, 3 meninos e 1 menina e de seu cachorro. São uma espécie de escoteiros espaciais, que viajam numa nave espacial bem pequena. Eles sempre vão atrás de aventuras e são perseguidos pelo vilão Capitão Gancho, que quer roubar um mapa do tesouro que os Brasinhas possuem. O ajudante do Capitão Gancho sempre quer fervê-los em azeite lunar, mas o Capitão fica bravo com ele, dizendo que são apenas crianças. Uma crítica à violência infantil.

## Personagens
- Escoteiro: líder da turma
- Jenny: a única menina
- Sábio: o mais inteligente
- Xereta: o caçula
- Estrelinha: cachorro
- Capitão Gancho: vilão da história, em busca do mapa do tesouro que os Brasinhas possuem.
- Estática: ajudante baixinho do Capitão Gancho.

## Episódios[2]
| Ep. | Título original Estados Unidos     | Título |
| --- | ---------------------------------- | ------ |
| 1   | "Moleman Menace"                   |        |
| 2   | "Jet Set Go"                       |        |
| 3   | "Space Indians"                    |        |
| 4   | "Swap-Swamped"                     |        |
| 5   | "Space Heroes"                     |        |
| 6   | "Space Witch"                      |        |
| 7   | "Tale of a Whale"                  |        |
| 8   | "Space Giant"                      |        |
| 9   | "Space Carnival"                   |        |
| 10  | "The Laser Breathing Space Dragon" |        |
| 11  | "The Flight Before Christmas"      |        |
| 12  | "Beach Brawl'"                     |        |
| 13  | "Dog Napped In Space"              |        |
| 14  | "Secret Solar Robot"               |        |
| 15  | "King of The Space Pirates"        |        |
| 16  | "Planet of Greeps"                 |        |
| 17  | "Cosmic Condors"                   |        |
| 18  | "The Space Mermaid"                |        |
| 19  | "Haunted Planet"                   |        |
| 20  | "Something Old - Something Gnu"    |        |

## Dubladores

### Nos Estados Unidos[3]
- Escoteiro (Scooter): Chris Allen
- Jenny (Jennie): Janet Waldo
- Sábio (Snoopy): Don Messick
- Xereta (Count Down): Lucille Bliss
- Estrelinha (Pupstar): Don Messick
- Capitão Gancho (Capitain Shyhook): Daws Butler
- Estática (Static): Don Messick